# Остін Міллер
Остін Скотт Міллер (англ. Austin Scott Miller; нар. 15 травня 1961, Гонолулу) — американський воєначальник, генерал армії США (2014), останній командувач місії НАТО «Рішуча підтримка» (2018—2021). Командувач Об'єднаного Командування спеціальних операцій США (2016—2018). Учасник війн у Сомалі, в Афганістані та Іраку.

## Біографія
Військова кар'єра
- 25 травня 1983 — другий лейтенант
- 24 листопада 1984 — перший лейтенант
- 1 травня 1987 — капітан
- 1 грудня 1994 — майор
- 1 червня 1999 — підполковник
- 1 травня 2004 — полковник
- 15 червня 2009 — бригадний генерал
- 2 червня 2012 — генерал-майор
- 24 березня 2016 — генерал-лейтенант
- 2 вересня 2018 — генерал

Остін Скотт Міллер народився 15 травня 1961 року в Гонолулу, Гаваї. 1983 році закінчив Військову академію США і був призначений офіцером піхоти в армії США. Після закінчення школи рейнджерів був призначений командиром взводу 3-го батальйону, 325-го парашутно-десантного полку 82-ї повітрянодесантної дивізії. У січні 1986 року до травня 1987 року він був командиром взводу роти «А», 2-го батальйону рейнджерів, 75-го полку рейнджерів. Згодом був призначений до Південної Кореї командиром роти 2-ї піхотної дивізії, 8-ї армії США. З квітня 1991 до квітня 1992 року інструктор у дивізійній школі спеціальних операцій Школи Америк у Форт-Беннінг.
У 1992 році Міллер закінчив спеціалізований курс відбору та курс підготовки операторів для призначення до 1-го оперативного загону спеціальних сил «Дельта» у Форт-Брегг, Північна Кароліна. Продовжував службу в лавах елітного підрозділу, де обіймав численні керівні посади, зокрема заступника командира та командира спеціального підрозділу з 2005 по 2007 рік.
Міллер брав участь у численних бойових операціях під час операцій «Готичний змій» у Сомалі, операцій «Спільні зусилля» в Боснії, операцій «Нескорена свобода» та операції «Свобода Іраку». У червні 1997 року Командно-штабний коледж армії США. 2003 році успішно завершив навчання у Воєнному коледжі Корпусу морської піхоти США.
Продовжував військову службу на керівних посадах у лавах сил спеціальних операцій армії США. З вересня 2011 до серпня 2012 року Міллер був спеціальним помічником директора Спільної організації з протидії уражень від саморобних вибухових пристроїв в Арлінгтоні, штат Вірджинія.
З серпня 2012 до червня 2013 року був спеціальним помічником заступника командувача спеціальних операцій у Вашингтоні, округ Колумбія. З червня 2013 до червня 2014 року Міллер командувач Об'єднаного компоненту спеціальних операцій у Афганістані (CFSOCC). У 2014 році він став начальником Центру передового досвіду армії США у Форт-Беннінг. З 2016 по 2018 роки Міллер командувач Об'єднаного командування спеціальних операцій.
У червні 2018 році очолив командування над усіма американськими військами в Афганістані та одночасно командувач місією НАТО «Рішуча підтримка», яку символічно завершив 12 липня 2021 року. Був безпосередньо відповідальним за евакуацію американського компоненту, цивільного персоналу та союзників з території Афганістану до кінця серпня 2021 року.